# هتل وان آلدویچ
هتل وان آلدویچ (به انگلیسی: One Aldwych) یک هتل پنج ستاره لوکس در شهر لندن در انگلستان است. این هتل را گوردون کمپبل گری در سال ۱۹۹۸ تأسیس کرد. این هتل در ناحیه کاونت گاردن لندن قرار دارد و دارای ۱۰۵ اتاق و ۲ رستوران کامل است.